# ماتاق
ماتاق (انگلیسی: Matak) یک شهرک در استان قراغندی کشور قزاقستان است.